# College of Micronesia-FSM

Logo du College of Micronesia-FSM

Le College of Micronesia-FSM (COM-FSM) est un collège communautaire des États fédérés de Micronésie fondé en 1963 en tant que centre de formation des enseignants micronésiens.
Chacun des quatre États du pays possède un campus appartenant au College of Micronesia. Son établissement central se situe dans la capitale Palikir à Pohnpei. Le système COM-FSM comprend également l'Institut des pêches et de la mer (FMI) sur les îles Yap.

## Histoire
Selon Thomas R. Murray, le Community College of Micronesia est né d'un centre de formation pédagogique situé sur le terrain de la Pacific Islands Central School, plus tard connue sous le nom de Pohnpei Island Central School (PICS) et maintenant Bailey Olter High School, créée en 1962. D'après l'histoire officielle de l'établissement, il est né en 1963 lorsque le Territoire sous tutelle des îles du Pacifique (TTPI) a signé une convention avec l'université d'Hawaï pour administrer le Micronesian Teacher Education Center, un centre de formation continue pour certains enseignants du TTPI.
Selon Thomas R. Murray, le Community College of Micronesia commence ses activités en 1969 dans le but d'améliorer la formation des enseignants de la région, et délivre initialement des diplômes d'associate degree en éducation élémentaire. La majeure partie du corps enseignant est constituée d'enseignants d'élèves du primaire souhaitant des diplômes plus avancés. D'après l'histoire officielle de l'école, en 1970, le haut-commissaire du TTPI signe la directive administrative n° 70-2 modifiant le nom du Micronesian Teacher Education Center en Community College of Micronesia (CCM), après quoi l'école commence à proposer un programme d'études en son propre nom. À partir de 1971, le ministère de l'Éducation du TTPI assume davantage de responsabilités dans le College et l'implication de l'université d'Hawaï est supprimée en 1973. Le CCM est alors une école d'enseignants, mais en 1974, il est ajouté le premier programme de diplôme d'associate degree non lié à l'éducation.
Selon Thomas R. Murray, l'école telle qu'elle est connue aujourd'hui a été formée par la fusion en 1976 du Community College of Micronesia alors situé à Kolonia à Pohnpei, et du Micronesian Occupational College, construit à Koror dans les Palaos entre la fin des années 1960 et le milieu des années 1970. Cependant, l'histoire officielle de l'école indique que le changement s'est produit en 1978 lorsqu'un acte du septième Congrès de Micronésie a fusionné le CCM avec le Micronesian Occupational College à Palau et l'école d'infirmières de Saipan dans les îles Mariannes du Nord pour former le College of Micronesia (COM) en tant qu'établissement public régie par un conseil des régents.
En 1987, les nations nouvellement indépendantes des États fédérés de Micronésie, de la République des Palaos et de la République des Îles Marshall ont signé un traité affirmant leur volonté de continuer à soutenir le COM. Cependant, en 1991, les trois nations ont signé un accord pour le restructurer afin de permettre plus d'autonomie locale. En conséquence, en 1992, le septième Congrès des États fédérés de Micronésie a adopté la loi publique n° 7-79 établissant le College of Micronesia-FSM en tant qu'entreprise publique relevant de son propre conseil d'administration. Ainsi, le 1er avril 1993, le College of Micronesia-FSM est devenu l'école nationale de la fédération. En 1999, par le biais d'un protocole d'accord avec le gouvernement national, le COM-FSM a accepté la gestion de l'Institut des pêches et de la marine des États fédérés de Micronésie sur les îles Yap,.

## Diplômes
L'école décerne des diplômes et des certificats d'associate degree. Il a également des accords d'articulation avec plusieurs institutions en ligne et conventionnelles.
Le College of Micronesia est accrédité par la Commission d'accréditation des collèges communautaires et juniors. En 2004, le collège a été placé en « Avertissement » par l'organisme ; ce statut a été supprimé l'année suivante.

## Personnalités liées à l'établissement
- Iris Falcam, bibliothécaire des années 1970 jusqu'en 2010;